# Горно-обогатительная фабрика «Краснолучская»
Горно-обогатительная фабрика «Краснолучская» — промышленное предприятие в городе Красный Луч Луганска.

## История
Фабрика была построена и введена в эксплуатацию в 1951 году в соответствии с пятым пятилетним планом развития народного хозяйства СССР. Изначально, мощность фабрики обеспечивала возможность переработки и обогащения 1200 тыс. тонн антрацита в год, но в дальнейшем была увеличена.
В 1960е годы фабрика была реконструирована.
В целом, в советское время фабрика входила в число крупнейших предприятий города, на её балансе находились объекты социальной инфраструктуры.
После провозглашения независимости Украины государственное предприятие перешло в ведение министерства угольной промышленности Украины и было преобразовано в открытое акционерное общество.
Начавшийся в 2008 году экономический кризис осложнил положение предприятия, в марте и апреле 2011 года фабрика не функционировала, угроза увольнения вызвала волнения среди рабочих. До конца 2011 года предприятие работало не в полную мощность (с 1 января до 12 декабря 2011 года было переработано только 172 тыс. тонн рядового угля).
По состоянию на начало 2013 года мощность фабрики составляла около 1 млн тонн угля в год. В это время фабрика производила угли марки АКО, АМ, АС, АШ, АШоб, её продукция поставлялась на внутренний рынок Украины, а также экспортировалась в более чем 10 стран.
С весны 2014 года оккупирована Российской Федерацией.

## Современное состояние
Фабрика «Краснолучская» является горно-обогатительной фабрикой с полным технологическим циклом по обогащению углей марок Ар и Тр.
Выпускаемая продукция — угли марки АКО (25-100) и АМ (13-25).
К предприятию подведены подъездные пути от железнодорожной станции Красный Луч.